# Amtsgericht Stuttgart

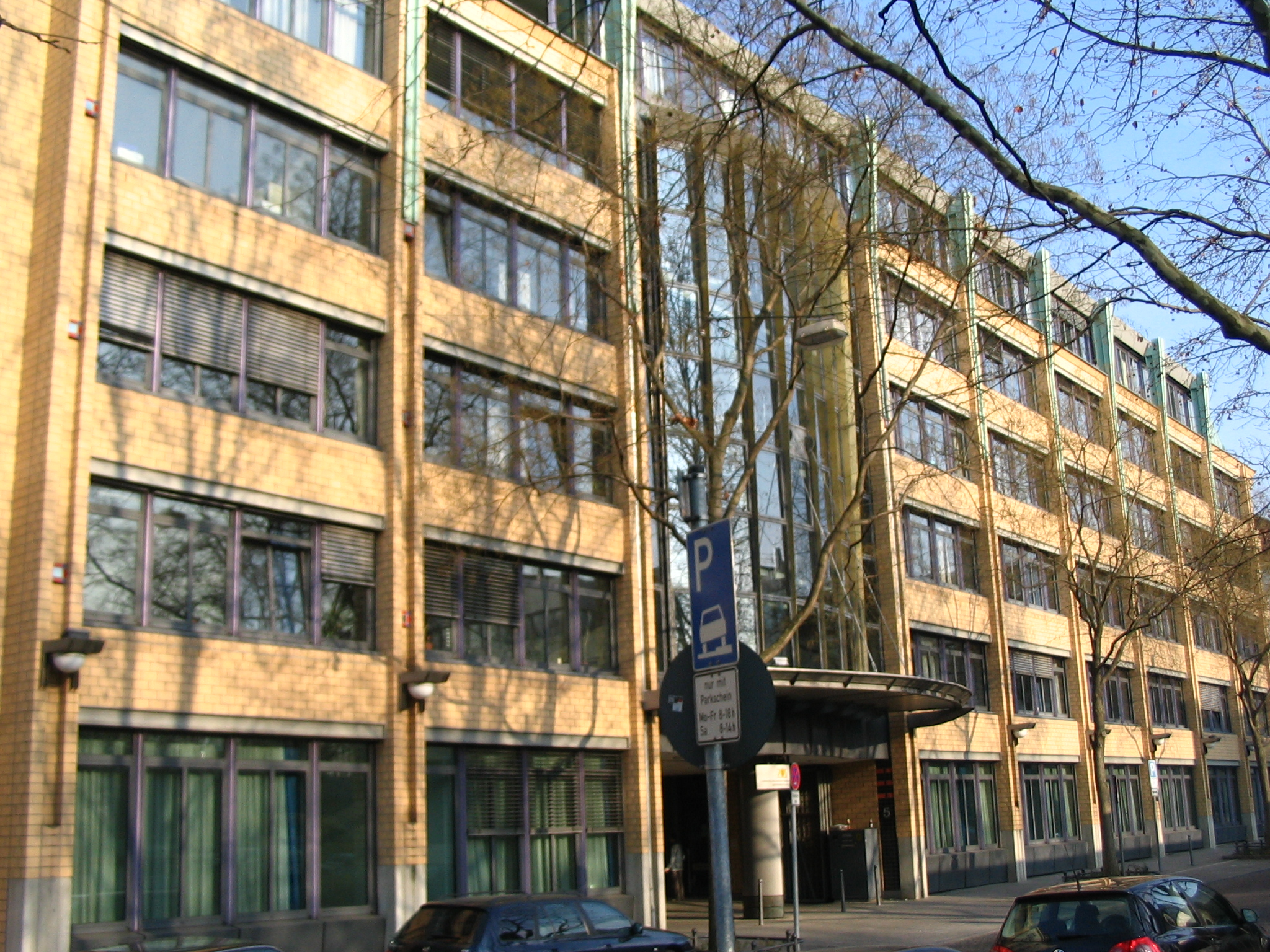
Das Gebäude des Amtsgerichts Stuttgart, in dem auch das Landessozialgericht Baden-Württemberg untergebracht ist

Das Amtsgericht Stuttgart ist ein Gericht der ordentlichen Gerichtsbarkeit. Es ist neben dem Amtsgericht Stuttgart-Bad Cannstatt eines von zwei Amtsgerichten der Stadt Stuttgart und eines von elf Amtsgerichten im Bezirk des Landgerichts Stuttgart. Es ist für Antragssteller aus ganz Baden-Württemberg das zuständige Mahngericht.

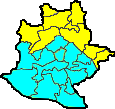
Der Gerichtsbezirk des Amtsgerichts Stuttgart (blau) nach Stadtbezirken

## Gerichtsbezirk und -sitz
Gerichtssitz ist Stuttgart.
Der Gerichtsbezirk umfasst die Stadtbezirke Stuttgart-Mitte, -Nord, -Ost, -Süd, -West, -Botnang, -Hedelfingen, -Wangen, -Sillenbuch, -Birkach, -Plieningen, -Degerloch, -Möhringen und -Vaihingen.
Für die Stadtbezirke Stuttgart-Bad Cannstatt und im Norden des Stadtgebiets ist das Amtsgericht Stuttgart-Bad Cannstatt zuständig.

## Gebäude
Das Gerichtsgebäude befindet sich in der Hauffstraße 5 in 70190 Stuttgart. Es wurde im Rahmen der Zusammenlegung mehrerer Gerichtsabteilungen neu erbaut und im Jahr 1991 bezogen. In ihm ist auch das Landessozialgericht Baden-Württemberg untergebracht.

## Übergeordnete Gerichte
Das Gericht ist eines vom fünf Präsidialamtsgerichten im Land Baden-Württemberg; nächsthöhere Instanz ist das Landgericht Stuttgart bzw. das Oberlandesgericht Stuttgart.